# 帰融
帰 融（き ゆう、生年不詳 - 853年）は、唐代の官僚。字は章之。本貫は蘇州呉県。

## 経歴
帰登の子として生まれた。進士に及第し、監察御史から左拾遺として入省し、工部員外郎・考功員外郎を歴任した。大和6年（832年）、工部郎中に転じ、翰林学士をつとめた。大和8年（834年）、正式に中書舎人に任じられた。大和9年（835年）、戸部侍郎に転じた。開成元年（836年）、御史中丞を兼ねた。湖南観察使の盧周仁が勅命に違反して余銭10万貫を進上したので、帰融はこれを弾劾した。金部員外郎の韓益が判度支の案件に関連して、子弟に賄賂3000貫あまりを受け取らせた。文宗が韓益の犯罪について、盧元中や姚康の事件と比べて重いかどうかを訊ねると、帰融は盧元中や姚康は官銭3万貫あまりを横領しており、韓益の罪は比較的軽いと回答した。
ほどなく帰融は京兆尹となった。李固言が宰相となると、帰融はかれと合わず、京兆尹を罷免された。1月あまりして、秘書監に任じられた。まもなく李固言が退任し、楊嗣復が宰相となると、帰融は権兵部侍郎となった。のちに吏部侍郎に転じた。開成4年（839年）、検校礼部尚書・興元尹となり、御史大夫を兼ね、山南西道節度使をつとめた。のちに兵部尚書となり、晋陵郡公に封じられた。病のため、太子少傅・分司東都として致仕した。大中7年（853年）、死去した。尚書左僕射の位を追贈された。
子に帰仁晦・帰仁翰・帰仁憲・帰仁召・帰仁沢があり、いずれも進士に及第した。

## 伝記資料
- 『旧唐書』巻149 列伝第99
- 『新唐書』巻164 列伝第89